# ورنوسس
ورنوسس (به فرانسوی: Verneusses) یک کمون در فرانسه است که در Canton of Broglie واقع شده‌است.

## خصوصیات
ورنوسس ۱۶٫۱۵ کیلومترمربع مساحت و ۲۱۸ نفر جمعیت دارد و ۲۲۶ متر بالاتر از سطح دریا واقع شده‌است.